# КУД „Севојно”
Културно уметничко друштво Ваљаонице Бакра а.д. и Ваљаонице Алуминијума ”Импол Севал” а.д. Севојно или КУД „Севојно” основано је 1954. године, са циљем да сакупља и обрађује народно играчко, певачко и музичко стваралаштво. Управо сва та стваралаштва уметнички равноправно су заступљена у припреми и извођењу програма овог ансамбла. У свом раду Културно Уметничко Друштво „Севојно“, полазило је од традиционалне игре, ношње и музике нађене на терену а када то није било могуће ансамбл је радио на очувању и оживљавању научних записа 

## Ансамбли и оркестар
У оквиру Друштва раде Фолклорни ансамбл, извођачки ансамбл, дечији ансамбл, школа фолклора, народни оркестар и ансамбл ветерана. Друштво учествује на приредбама, смотрама и гостовањима у земљи и иностранству. Преко стотину путовања у готово све земље Европе, од којих у неке и више пута, остало је записано како у аналима друштва тако и у аналима многих градова и фестивала. Често је ансмбл „Севојно” називан у медијима КУЛТУРНИ АМБАСАДОР јер је управо ситним корацима, богатом музичком пратњом и посебном динамиком у кореографијама освајао срца публике широм света и на тај начин најбоље презентовао нашу традицију и обичаје, нашу земљу као и Град Ужице.
- Приказ ужичке народне ношње
- Приказ ношње банатских мотива
- Гостовање у Белгији
- Српска ношња
- Приказ банатских мотива
- Босилеградско крајиште

### Извођачки ансамбл и солисти
Први односно извођачки ансамбл је ансамбл који иза себе има највише наступа и гостовања како у земљи тако и у иностранству. Ансамбл годинама уназад промовише првенствено традицију свога краја потом и традицију српског народа и подсећа публику у земљи и иностранству ко смо и каква нам је прошлост. Ансамбл броји преко 25 парова, односно преко 50 чланова од којих су сви претходно играли у нашим млађим школама. Готово сваки ансамбл поседује истакнуте играче односно солисте који играју сами или испред групе певача. Солиста је особа која сама обавља одређени посао или је особа која је у првом плану док то чини.
- Марија Петровић, истакнути певач и играч
- Солисти, приказ игара из Баната
- Емилија, истакнути певач и играч

### Народни оркестар
Квалитетом извођења програма доприноси Народни оркестар у чијем је саставу једанаест (11) чланова. Добитник је бројних признања и награда на такмичењима. У саставу оркестра су и вокални солисти који су више пута награђивани за интерпретације на разним смотрама фолклора. 
- Народни оркестар ансамбла
- Народни оркестар ансамбла под управом Горана Митрашиновића

## Наступи
Културно уметничко друштво „Севојно“ учесник је готово свих значајних манифестација како у земљи тако и у иностранству. Преко стотину путовања у готово све земље Европе, од којих у неке и више пута, остало је записано како у аналима друштва тако и у аналима многих градова и фестивала. Ипак, највише се памте учешћа и специјалне награде на фестивалима фолклора у Ници, Паризу, Порту, Франкфурту, Бургасу, Тунису, Рошаху, Москви, као и гостовања и извођења, како музичког тако и фолклорног програма, на позорницама великих европских градова и метропола, као што су Бремен, Мурсија, Норма, Беч, Варна, Бизерта, Портариа, Темишвар, Сегедин... 
- Игре, околина Београда
- Жетверка
- Фестивал Shlitz, Немачка
- Влашке игре, Izegem, Белгија
- Свадбени обичаји, свекрва и барјактар
- Свадбени обичаји, младожења
- Приказ банатских мотива
- Босилеградско крајиште

## Најзначајније награде и признања у земљи
- Орден заслуга за народ са сребрним зрацима 1975. године
- Сребрне плакете Савеза аматера Републике Србије 1984. 1988. 1996. и 2002. године
- Златне плакете Савеза аматера Републике Србије 1994. 2000. 2010. и 2017. године
- Златне плакете Савеза фолклорних ансамбала Србије 2021. 2022. и 2023. године
- „Златни опанак” за освојено друго место на Фестивалу радничких културно-уметничких друштава Републике Србије 1994. године
- „Сребрни опанак” за освојено друго место на Фестивалу радничких културно-уметничких друштава Републике Србије 2000.-е године
- „Србија игра и пева”, прва награда 2002. године
- Бронзана плакета за освојено треће место у укупном приказаном програму на Републичкој смотри Савеза аматера Републике Србије 2004. године
- Специјална награда Савеза аматера Републике Србије за најбољи ансамбл 2004. године
- Златна плакета Савеза аматера Републике Србије за допринос у развоју аматеризма у Србији, поводом 50 година постојања друштва 2004. године
- Бронзана плакета Савеза аматера Републике Србије на завршној смотри културно-уметничких друштава Србије у Пожаревцу 2006. године
- „Сребрни опанак” ансамблу и „Златни опанак” за најбољи оркестар на фестивалу „Златни опанак” у Ваљеву 2007. године
- Треће место за ансамбл и „Златни опанак” за најбољи оркестар на фестивалу „Златни опанак” у Ваљеву 2008. године
- Специјална награда за најбољу женску и мушку певачку групу на 15. Републичком фестивалу фолклорних ансамблова Републике Србије 2010. године